# Кариеттон (епископ Женевы)
Кариеттон (Кариаттон; лат. Carietto или Cariatto; VI век) — епископ Женевы в конце VI века.

## Биография
Кариеттон — один из глав Женевской епархии, упоминания о которых отсутствуют в средневековых списках местных епископов (например, в наиболее раннем из сохранившихся средневековых списков глав местной епархии, созданном в XI веке при епископе Фредерике), но которые зафиксированы в современных им исторических источниках. Единственный нарративный источник о Кариеттоне — «Хроника» Фредегара. Также этот глава Женевской епархии упоминается в актах двух синодов, в которых он участвовал.
Возможно, Кариеттон был выходцем из одной из знатных семей Франкской Бургундии. Будучи спафарием короля Гунтрамна, он за свою преданность получил от этого монарха Женевскую епархию. По утверждению Фредегара, Кариеттон возглавил её в награду за выполнение отданного ему герцогом Бозоном приказа о казни Гундовальда, которого будущий епископ сбросил со скалы в Комменже. Однако в «Истории франков» Григория Турского гибель Гундовальда датирована 585 годом, в то время как первое свидетельство о Кариеттоне как епископе относится к 584 году. Поэтому достоверность свидетельства Фредегара об обстоятельствах получения Кариеттоном епископского сана вызывает сомнение. Точно неизвестно, кто был непосредственным предшественником Кариеттона на епископской кафедре в Женеве: вероятно, им мог быть Салоний II, последнее упоминание о котором относится к 573 году.
Во время своего управления Женевской епархией Кариеттон участвовал, по крайней мере, в двух собраниях иерархов Франкского государства: 22 июня 584 года — в синоде в Валансе, а в 585 году — в церковном соборе в Маконе. Упоминается также об участии Кариеттона в состоявшемся в 582 году в Шалоне синоде, но это свидетельство ошибочно.
Возможно, ко временам Кариеттона надо относить возведение в Женеве каменного собора Святого Петра, построенного вместо сгоревшего деревянного. Об этой стройке известно как из местных хроник, так и из археологических находок.
Неизвестно, как долго Кариеттон управлял Женевской епархией. Предполагается, что его непосредственными преемниками могли быть Рустиций или Патриций, участники осуществлённого в 601 или 602 году епископом Эконием Морьенским перенесения мощей святого Виктора Золотурнского. Однако существуют сомнения, что эти персоны в действительности были женевскими епископами: возможно, первый из них был епископом в Мартини, второй — в Тарантезе. Следующим же после Кариеттона действительно существовавшим главой Женевской епархии был живший в 620-х годах Абелен.